# Gamelão

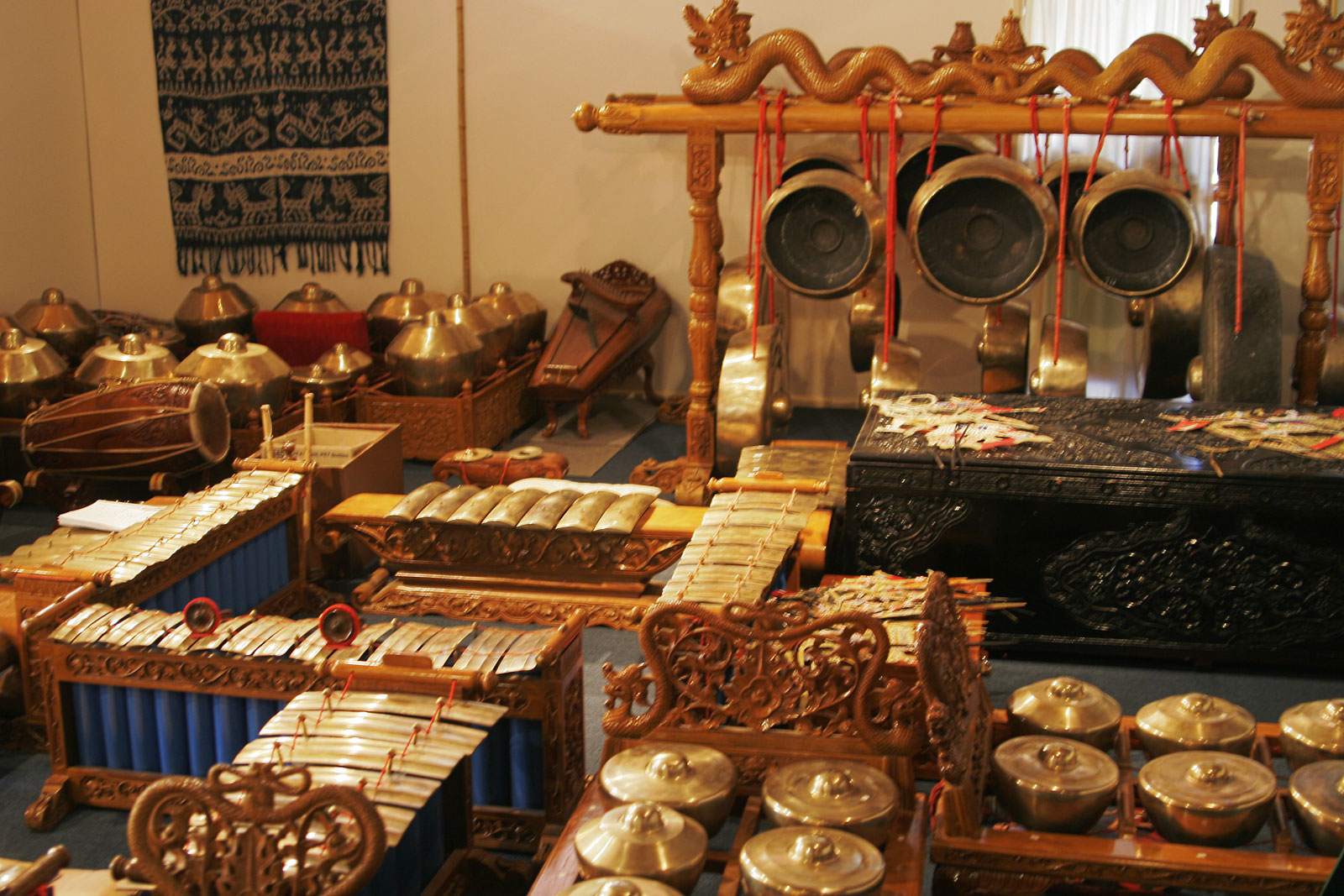
Gamelão

Um gamelão (em indonésio:  gamelan) é um conjunto de música tradicional e também o instrumento musical coletivo típico das ilhas de Java e Bali, na Indonésia. É composto por uma série de metalofones, xilofones, kendang (tambores) e gongos, podendo algumas variantes incluir ainda flautas de bambu e instrumentos de cordas percutidas ou tocadas com arco, ou mesmo cantores. Para muitos indonésios, a música de gamelão faz parte essencial da cultura indonésia, sendo considerada a manifestação musical mais importante do país.
Os instrumentos individualizados que integram o gamelão não são afináveis em geral, motivo pelo qual instrumentos de vários gamelões diferentes não são geralmente combináveis entre si.

## Terminologia

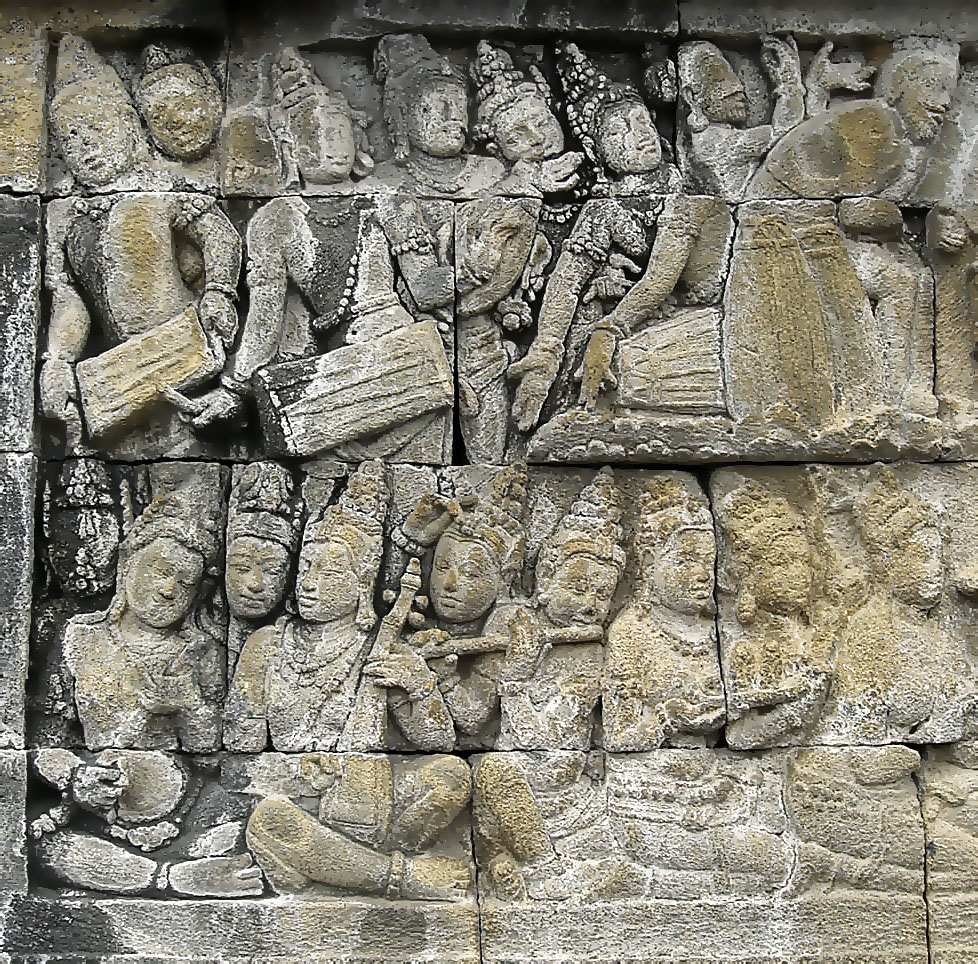
Conjunto musical representado em baixo-relevo de Borobudur

A palavra gamelão, quando se refere apenas aos instrumentos, provém do baixo javanês gamel, um tipo de martelo semelhante ao de um ferreiro. O termo karawitan refere-se à execução dos instrumentos do gamelão e provém de rawit, que significa 'intricado' ou 'muito elaborado'. A palavra provém da língua javanesa e tem origem no sânscrito rawit, que se refere ao estilo idealizado suave e elegante da música javanesa. Outra palavra com o mesmo étimo, pangrawit, descreve uma pessoa com essas características e usa-se de forma honorífica em relação aos executantes de gamelão. A palavra do alto javaês para gamelão é gangsa, formada a partir de tembaga e rejasa (cobre e estanho) ou tiga e sedasa (três e dez), referindo-se aos materiais usados nos gamelões de bronze ou às suas proporções.

## História

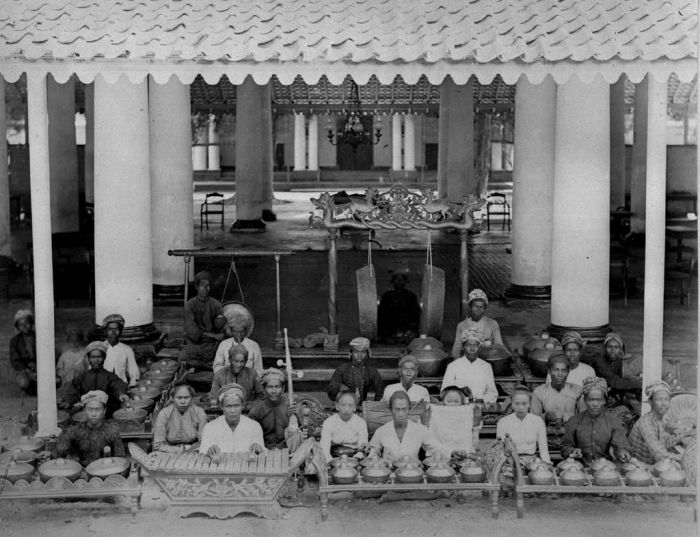
Orquestra de gamelão (1870-1891)

O gamelão precede a cultura hindu-budista que dominou a Indonésia à época dos seus registos mais antigos e é assim uma forma artística nativa do arquipélago. Os instrumentos desenvolveram-se até à forma atual durante o Império de Majapait. Em contraste com a influência indiana em outras formas artísticas, a única influência musical indiana óbvia na música de gamelão é no estilo javanês de canto.
Durante a Exposição Universal de 1889 em Paris, na França, relata-se que o compositor local Claude Debussy ficou impressionado com a apresentação de uma orquestra de gamelão enviada da Indonésia.
A influência da música ocidental fez com que o gamelão perdesse força, porém, ao menos na segunda metade do século XX, ainda existiam milhares de orquestras na região.

## Estrutura musical
Uma apresentação de gamelão geralmente consiste em três elementos, todos associados a diferentes grupos de instrumentos, sendo que tudo gira em torno de um elemento central, tocado em longas notas no saron, de maneira algo semelhante ao cantus firmus da Europa.
O elemento central tem suas divisões indicadas com gongos, enquanto que o tambor kendang indica o andamento geral para o conjunto - eles formam, assim, o primeiro dos elementos musicais.
O segundo elemento envolve sinos como o bonang e o gender (um tipo de xilofone), que desenvolvem frases em cima do elemento central, sem nunca se desvirtuar demais dele.
O terceiro e último elemento faz o mesmo que o segundo, mas de forma um pouco mais livre e envolvendo outros instrumentos. Um conjunto gamelão completo pode cobrir uma distância sonora de seis a sete oitavas.